# Dolmen

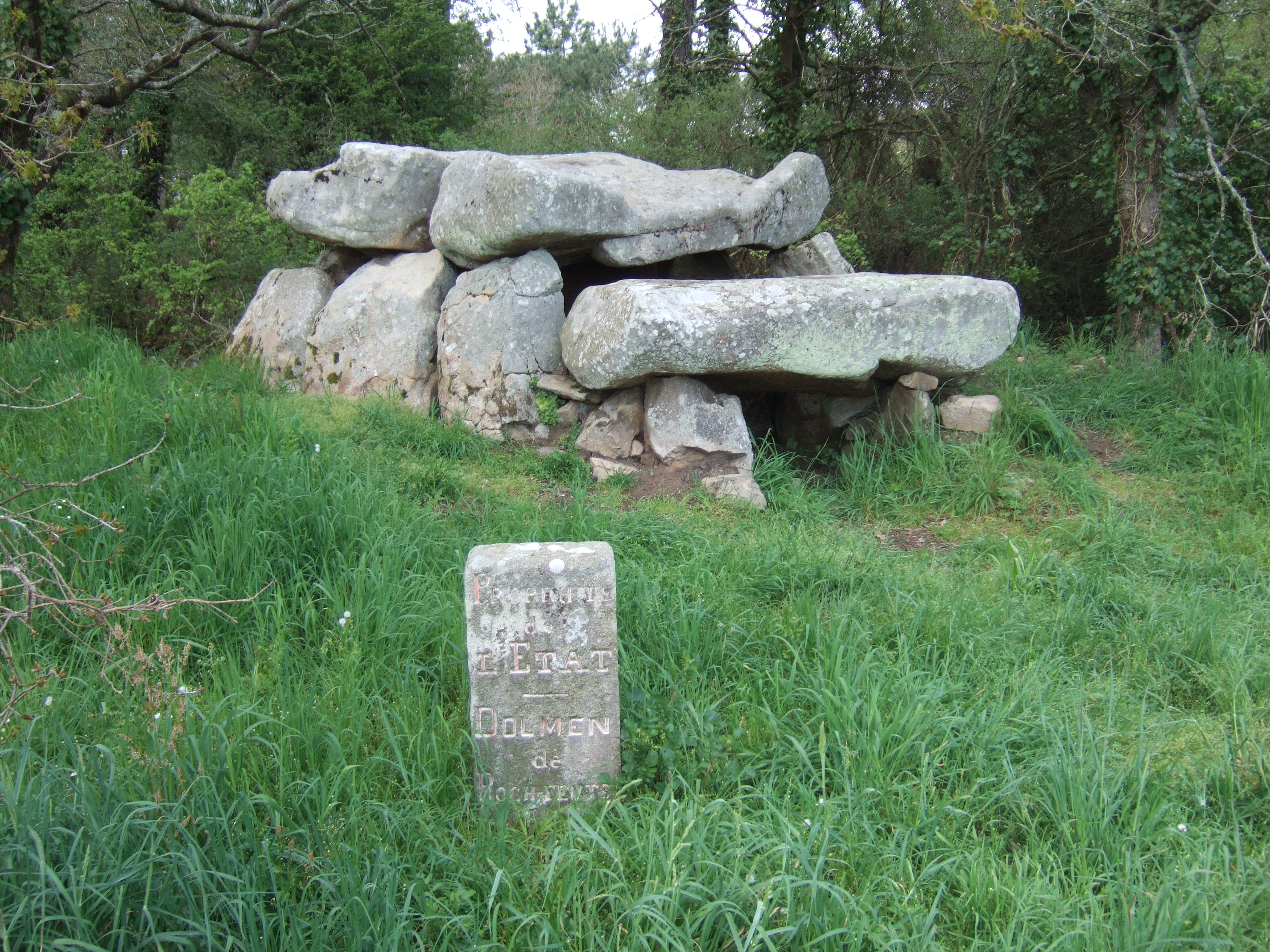
Dolmen Er-Roc'h-Feutet nalezený v Carnacu, v Bretani, Francie. Nápis jej prohlašuje za vlastnictví Francie

Dolmen (z bretonského dol – stůl a men – kámen, tedy „kamenný stůl“) je prehistorická megalitická stavba z velkých nepravidelných kamenných bloků zpravidla monumentálních rozměrů. Jsou vytvořeny ze dvou i více vzpřímených kamenů, které nesou horizontální desky. Dolmeny se dochovaly v různých částech světa také v Evropě (především západní).

## Popis
Dolmeny jako první stavby z kamene se používaly k ukládání těl zemřelých, snad to byly první svatyně. Skládaly se z velkých nepravidelných kamenných bloků. Na obvodu okrouhlého, někdy čtyřhraného či vícehranného půdorysu bylo zasazeno svisle několik kamenů. Ty tvořily jakési stěny vymezující prostor komory. Na svých vrcholech nesly jeden nebo více ležatých kamenů tvořících strop. Mezery byly vyplňovány drobnějším kamením.
Nejstarší typ dolmenu tvořil kámen, který byl nesen dvěma nebo třemi vzpřímeně stojícími kameny, které tvořily sloupy nestejné délky tak, aby ležící kámen byl nakloněný. Jako příklad lze uvést dolmen z Carrig-Golana v dublinském hrabství a další v oblasti Irska a Skotska. Na tomto typu otevřeného dolmenu byl vystaven mrtvý. Jeho kosti byly poté uloženy dovnitř dolmenu.
Arktickonordické národy jako Laponci nebo Eskymáci stavěli z kamenů uzavřený dolmen se vstupem již jako paleolitické sněhové obydlí. 

## Výskyt
Dolmeny byly stavěny během mladší doby kamenné, přibližně od počátku pátého do počátku druhého tisíciletí př. n. l. především v pobřežním pásu od oblasti Středozemního moře až k Baltickému moři. Byly objeveny na Britských ostrovech nebo v oblasti mezi Rýnem a Labem. Jsou známy ze Severní Afriky, Blízkého východu nebo Dálného východu a Indie. Časový rozsah dokládá, že byly stavěny v daných oblastech postupně, nikoli v rámci jednoho období – „megalitické civilizace“.

### Kavkaz
Mezi místa s velkou koncentrací dolmenů patří ruský severozápadní Kavkaz, především u černomořského pobřeží (linie Anapa – Soči). Místní dolmeny mají v přední desce pravidelný kruhový otvor. Lze zde nalézt tisíce dolmenů postavených před pěti až čtyřmi tisíci lety před n. l. . Sice se jejich velikost a technologie stavby nevyrovná mohutným stavbám západní Evropy nebo Indie, ale mnohými znaky tyto stavby připomínají. Teprve v jednadvacátém století tyto stavby mapují a dokumentují mezinárodní archeologické a restaurátorské týmy.

## Některé dochované dolmeny
- Dolmen de Champ-Vermeil ve francouzském departementu Ardèche
- Dolmen de Grosse Pierre nad údolím Gorges de l'Ardèche ve francouzském departementu Ardèche
- Dolmen des Combes ve francouzském departementu Lozère
- Dolmen du Chanet  nad údolím Gorges de l'Ardèche ve francouzském departementu Ardèche
- Dolmen du Pradinas  ve francouzském departementu Ardèche
- Dolmeny Bois des Géantes ve francouzském departementu Ardèche
- Dolmen de la Creu de la Llosa ve francouzském departementu Pyrénées-Orientales
- Pierre levée, asi 2 km jihovýchodně od středu města Poitiers v departementu Vienne
- Dolmeny v Antequeře  v Andalusii na jihu Španělska
- Dolmen Menga na okraji španělského města Antequera v Andalusii
- Dolmeny v Kočchangu, Haosunu a Kanghwa v Jižní Koreji
- Havängsdösen kamenný komorový hrob v jihozápadním Švédsku v regionu Skåne
- Velký dolmen v Zambujeiru (Portugalsko)

## Kamenný stůl

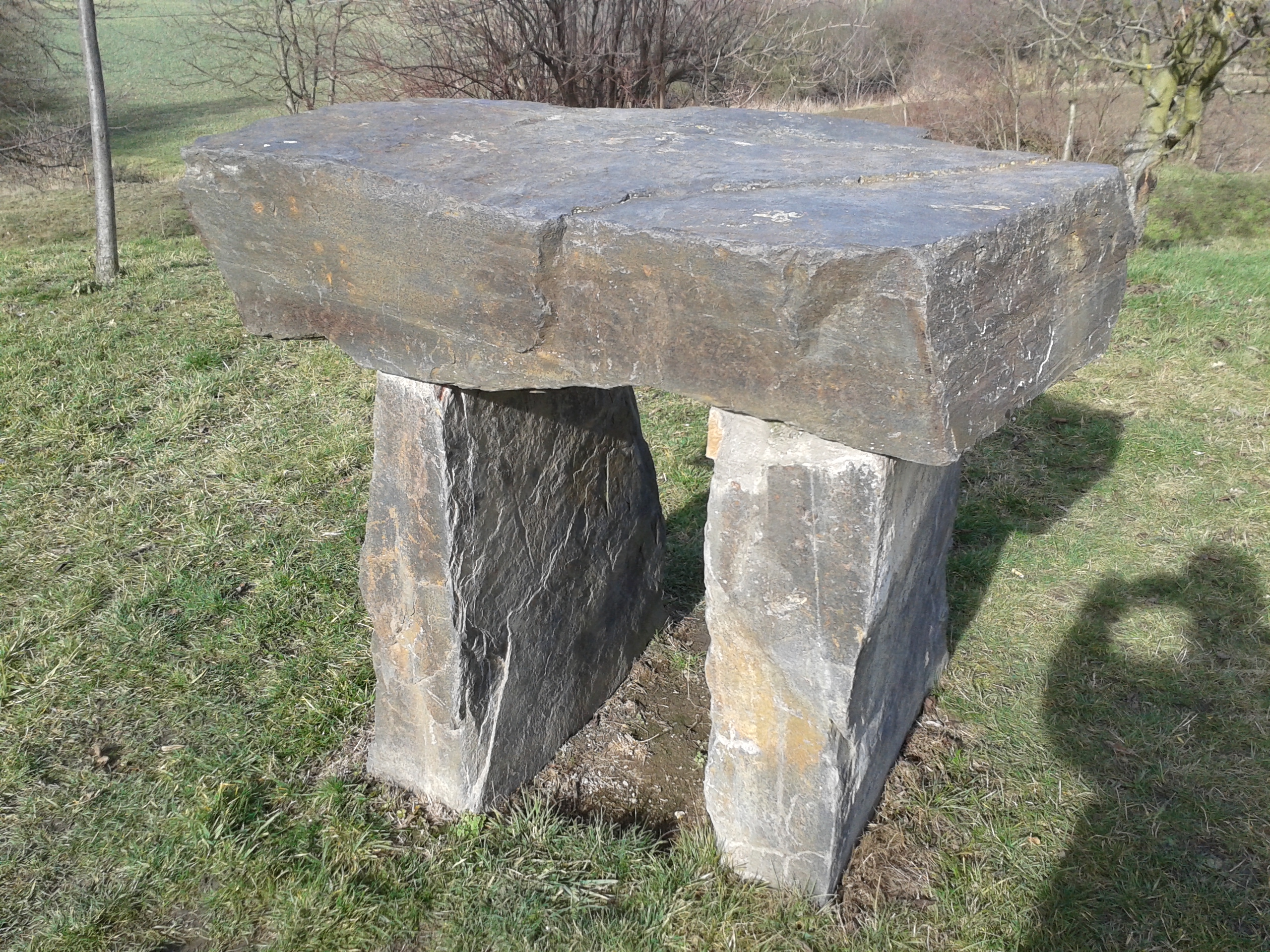
Dolmen „Bel“ v Třebonicích

Příkladem novodobého dolmenu (autorem je Tibor Belohorec) je kamenný stůl „Bel“, který se nachází  v historickém místě Krteň. Skulptura byla umístěna 9. dubna 2010 vedle zachovalého románského kostelíka svatého Jana a Pavla na katastrálním území Třebonice.Dolmen je sestaven z prvohorní ordovické břidlice podle vzoru megalitických staveb dávných civilizací.